# Smaranda Brăescu
Smaranda Brăescu (21 de maio de 1897 – 2 de fevereiro de 1948) foi pioneira e paraquedista romena, ex-recordista mundial múltipla. Suas conquistas lhe renderam o apelido de "Rainha das Alturas".
Em 1928 foi a primeira mulher romena a obter uma licença de paraquedas (recebendo-a em Berlim, Alemanha), e uma das primeiras mulheres do mundo a fazê-lo.
Em 2 de outubro de 1931, Brăescu estabeleceu o recorde mundial das mulheres para o salto de paraquedas mais alto (de cerca de 6000 metros ou 20700 pés), pousando na Planície de Bărăgan, na Romênia.
Em 19 de maio de 1932, Smaranda Brăescu estabeleceu o recorde mundial absoluto para o maior salto de paraquedas (de 6929 metros ou 22733 pés), em Sacramento, Califórnia. Foi homologada pelo Aero Club de Washington. Ela superou o recorde anterior em 476 m.
Em 8 de outubro de 1932, Brăescu obteve sua licença de piloto privado nos Estados Unidos, tornando-se a primeira mulher europeia a receber uma licença de piloto americano.